# Mattias Bjärsmyr
Mattias Bjärsmyr, né le 3 janvier 1986, est un footballeur international suédois. Il joue au poste de défenseur central à l'IFK Göteborg.

## Biographie

### En club

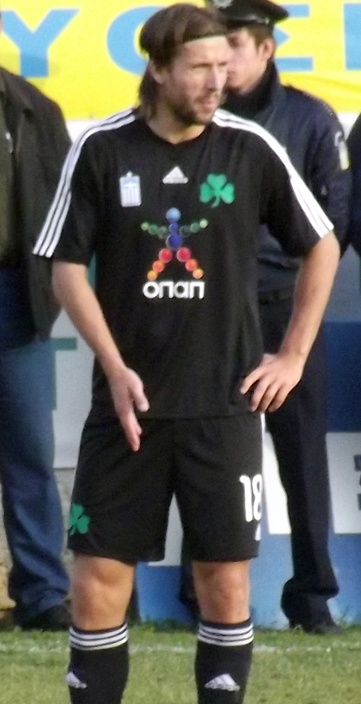
Bjärsmyr avec le Panathinaïkós en 12 2011

Mattias Bjärsmyr commence sa carrière professionnelle dans son club formateur, le Husqvarna FF. Il y débute à l'âge de 16 ans.
En 2005, il signe dans le club phare suédois du IFK Göteborg où il découvre le championnat suédois. A Göteborg il gagne un titre de champion, une Coupe de Suède et une Supercoupe.
Le 22 mars 2008, il participe à l'intégralité de la Supercoupe de Suède en gagnant 3-1 en finale contre le Kalmar FF.
Ses performances sont de plus en plus remarqués et il commence par faire de plus en plus de matchs en équipe première malgré son jeune âge. Il participe même au tour qualificatif de la Ligue des Champions, mais malheureusement son club n'atteint pas la phase de groupe.
En juillet 2009, il signe pour le club grec du Panathinaïkós. En août 2010, il est prêté au Rosenborg BK.
Le 1er juillet 2012, il signe un contrat de cinq ans avec le IFK Göteborg.

### En sélections nationales
Gustav joue régulièrement avec l'l'équipe de Suède espoirs (31 sélections). Avec cette équipe il participe au championnat d'Europe de football espoirs 2009.
Le 13 janvier 2008, il fait sa première apparition en amical avec la sélection nationale de Suède contre le Costa Rica, en jouant l'intégralité du match.

## Palmarès
- Husqvarna FF (en)
  - Champion de Suède de quatrième division (en) en 2002 et 2004

- IFK Göteborg
  - Champion de Suède en 2007
  - Vainqueur de la Coupe de Suède en 2008, 2013, 2015 et 2020 (en)
  - Vainqueur de la Supercoupe de Suède en 2008

- Panathinaïkós
  - Champion de Grèce en 2010
  - Vainqueur de la Coupe de Grèce en 2010 (en)

- Rosenborg BK
  - Champion de Norvège en 2010

## Statistiques
| Saison                | Club                  | Championnat           | Championnat | Championnat | Coupe(s) nationale(s) | Coupe(s) nationale(s) | Compétition(s) continentale(s) | Compétition(s) continentale(s) | Compétition(s) continentale(s) | Total | Total |
| Saison                | Club                  | Division              | M.          | B.          | M.                    | B.                    | Comp.                          | M.                             | B.                             | M.    | B.    |
| 2002                  | Husqvarna FF (en)     | Division 2            | 1           | 0           | -                     | -                     | -                              | -                              | -                              | 1     | 0     |
| 2003                  | Husqvarna FF (en)     | Division 2            | 15          | 0           | -                     | -                     | -                              | -                              | -                              | 15    | 0     |
| 2004                  | Husqvarna FF (en)     | Division 2            | 21          | 0           | -                     | -                     | -                              | -                              | -                              | 21    | 0     |
| Sous-total            | Sous-total            | Sous-total            | 37          | 0           | -                     | -                     | -                              | -                              | -                              | 37    | 0     |
| 2005                  | IFK Göteborg          | Allsvenskan           | 19          | 0           | 2                     | 0                     | CI                             | 6                              | 0                              | 27    | 0     |
| 2006                  | IFK Göteborg          | Allsvenskan           | 20          | 0           | 1                     | 0                     | CU                             | 2                              | 0                              | 23    | 0     |
| 2007                  | IFK Göteborg          | Allsvenskan           | 25          | 2           | 5                     | 1                     | -                              | -                              | -                              | 30    | 3     |
| 2008                  | IFK Göteborg          | Allsvenskan           | 27          | 1           | 6                     | 0                     | C1                             | 4                              | 0                              | 37    | 1     |
| 2009                  | IFK Göteborg          | Allsvenskan           | 13          | 0           | -                     | -                     | -                              | -                              | -                              | 13    | 0     |
| Sous-total            | Sous-total            | Sous-total            | 104         | 3           | 14                    | 1                     | -                              | 12                             | 0                              | 130   | 4     |
| 2009-2010             | Panathinaïkós         | Super League          | 17          | 0           | 3                     | 0                     | C1+C3                          | 1+4                            | 0+0                            | 25    | 0     |
| 2011-2012             | Panathinaïkós         | Super League          | 9           | 0           | 2                     | 0                     | C1                             | -                              | -                              | 11    | 0     |
| Sous-total            | Sous-total            | Sous-total            | 26          | 0           | 5                     | 0                     | -                              | 5                              | 0                              | 36    | 0     |
| 2011                  | Rosenborg BK (prêt)   | Tippeligaen           | 7           | 0           | 1                     | 0                     | C3                             | 6                              | 0                              | 14    | 0     |
| 2012                  | Rosenborg BK (prêt)   | Tippeligaen           | 2           | 0           | -                     | -                     | C1                             | -                              | -                              | 2     | 0     |
| Sous-total            | Sous-total            | Sous-total            | 9           | 0           | 1                     | 0                     | -                              | 6                              | 0                              | 16    | 0     |
| 2012                  | IFK Göteborg          | Allsvenskan           | 8           | 1           | -                     | -                     | -                              | -                              | -                              | 8     | 1     |
| 2013                  | IFK Göteborg          | Allsvenskan           | 20          | 1           | 7                     | 0                     | -                              | -                              | -                              | 27    | 1     |
| 2014                  | IFK Göteborg          | Allsvenskan           | 30          | 0           | 4                     | 0                     | C3                             | 6                              | 0                              | 40    | 0     |
| 2015                  | IFK Göteborg          | Allsvenskan           | 23          | 1           | 6                     | 1                     | C3                             | 4                              | 0                              | 33    | 2     |
| 2016                  | IFK Göteborg          | Allsvenskan           | 23          | 0           | 2                     | 1                     | C3                             | 8                              | 0                              | 33    | 1     |
| 2017                  | IFK Göteborg          | Allsvenskan           | 14          | 1           | 3                     | 0                     | -                              | -                              | -                              | 17    | 1     |
| Sous-total            | Sous-total            | Sous-total            | 118         | 4           | 22                    | 2                     | -                              | 18                             | 0                              | 158   | 6     |
| 2017-2018             | Sivasspor             | Süper Lig             | 32          | 0           | -                     | -                     | -                              | -                              | -                              | 32    | 0     |
| 2018-2019             | Sivasspor             | Süper Lig             | 28          | 0           | 1                     | 0                     | -                              | -                              | -                              | 29    | 0     |
| Sous-total            | Sous-total            | Sous-total            | 60          | 0           | 1                     | 0                     | -                              | -                              | -                              | 61    | 0     |
| 2019-2020             | Gençlerbirliği SK     | Süper Lig             | 8           | 0           | 2                     | 0                     | -                              | -                              | -                              | 10    | 0     |
| Sous-total            | Sous-total            | Sous-total            | 8           | 0           | 2                     | 0                     | -                              | -                              | -                              | 10    | 0     |
| 2020                  | IFK Göteborg          | Allsvenskan           | 20          | 4           | 2                     | 0                     | C3                             | 1                              | 0                              | 23    | 4     |
| 2021                  | IFK Göteborg          | Allsvenskan           | -           | -           | 2                     | 0                     | -                              | -                              | -                              | 2     | 0     |
| Sous-total            | Sous-total            | Sous-total            | 20          | 4           | 4                     | 0                     | -                              | 1                              | 0                              | 25    | 4     |
| Total sur la carrière | Total sur la carrière | Total sur la carrière | 382         | 11          | 49                    | 3                     | -                              | 42                             | 0                              | 473   | 14    |